# Scarabaeus galenus
Scarabaeus galenus är en skalbaggsart som beskrevs av John Obadiah Westwood 1847. Scarabaeus galenus ingår i släktet Scarabaeus och familjen bladhorningar. Inga underarter finns listade i Catalogue of Life.